# Пенкославиці
Пенкославиці (пол. Pękosławice) — село в Польщі, у гміні Васнюв Островецького повіту Свентокшиського воєводства.
Населення — 162 особи (2011).
У 1975-1998 роках село належало до Келецького воєводства.

## Демографія
Демографічна структура на день 31 березня 2011 року:
|          | Загалом | Допрацездатний вік | Працездатний вік | Постпрацездатний вік |
| -------- | ------- | ------------------ | ---------------- | -------------------- |
| Чоловіки | 91      | 13                 | 66               | 12                   |
| Жінки    | 71      | 14                 | 35               | 22                   |
| Разом    | 162     | 27                 | 101              | 34                   |